# Habrobracon didemie
Habrobracon didemie är en stekelart som först beskrevs av Ahmet Beyarslan 2002.  Habrobracon didemie ingår i släktet Habrobracon och familjen bracksteklar. Inga underarter finns listade i Catalogue of Life.